# Геловани, Леван Годжаспирович
Князь Лева́н Годжаспирович Гелова́ни (1843—1903) — подпоручик милиции, участник Кавказских войн, участник Русско-турецкой войны 1877—1878 годов.

## Биография
Родился в с. Спатагори Кутаисской губернии Российской империи, ныне в составе Грузии. Год рождения указан в послужном списке, но в исповедной ведомости 1855 года — 14 лет от роду.
Родители: князь Геловани, Годжаспир Леванович и княжна Чиковани, Магдана Саликовна. Вместе с братьями Ермолаем, Асланом и Георгием утверждён в княжеском достоинстве указом Сената № 15953 от 19 декабря 1891 года. Все они жили в Лечхумском уезде.
В 1867 году князь Леван Геловани был избран в депутацию для представления Императору Александру II в Крыму и Высочайше произведён в прапорщики милиции (04.09.1867). Участвовал в сражениях с горцами в (1864), усмирении возмущения в Абхазии (1866), в восстановлении порядка в Сванетии (1875 и 1876), за что получил в подарок от главнокомандующего Кавказской армией Великого князя Михаила Николаевича золотые часы. Во время Русско-турецкой войны 1877—1878 годов — в составе команды охотников (добровольцев); за отличие в делах с турками произведён в подпоручики милиции (05.09.1878).
Награждён серебряными медалями «За усердие» (1866 год) и «За покорение Западного Кавказа» и крестом «За службу на Кавказе».

## Семья
- Отец: князь Геловани, Годжаспир Леванович
- Мать: княжна Чиковани, Магдана Саликовна
- Супруга: княжна Шервашидзе, Деспина Григорьевна
- Сыновья:
  - князь Геловани, Константин Леванович — российский и грузинский военачальник. Герой Русско-японской войны 1904—1905 годов, участник 1-й мировой войны.
  - князь Геловани, Варлаам Леванович — политический и общественный деятель, депутат IV Государственной думы Российской империи.
  - князь Геловани, Платон Леванович

## Комментарии
1. ↑  Его сын — народный артист СССР Михаил Геловани.